# دهستان ورزق
دهستان ورزق نام دهستانی در بخش زنده‌رود شهرستان فریدن، استان اصفهان در ایران است.

## جمعیت
براساس سرشماری مرکز آمار ایران در سال ۱۳۸۵، جمعیت آن ۱۳۰۵۵ نفر (۳۳۵۴ خانوار) بوده‌است.